# Pictacsa trimaculata
Pictacsa trimaculata is een insect uit de familie van de vlinderhaften (Ascalaphidae), die tot de orde netvleugeligen (Neuroptera) behoort. 
Pictacsa trimaculata is voor het eerst wetenschappelijk beschreven door New in 1984.